# Římskokatolická farnost Stražisko
Římskokatolická farnost Stražisko je územní společenství římských katolíků s farním kostelem sv. Andělů strážných v děkanátu Konice.

## Území farnosti a sakrální stavby
Farnost Stražisko byla vyfařena v roce 1859 z farnosti Přemyslovice a náleží do ní území obce Stražisko s následujícími sakrálními památkami:
- Farní kostel sv. Andělů strážných s křížovou cestou
- kaple Panny Marie Lurdské
- hřbitovní kaple Nejsvětější Trojice
- kaple sv. Floriána v místní části Maleny
- Kaple sv. Gottharda v místní části Růžov